# Huisfeestje (lied)
Huisfeestje is een lied van de Nederlandse popgroep Bankzitters en zangeres Roxy Dekker. Het nummer werd op 7 juni 2024 uitgebracht als singel.

## Achtergrond
Na maandenlange geruchten bevestigden Roxy Dekker en Koen van Heest op 2 mei 2024 een relatie. In eerste instantie leek Dekker de aanwezigheid van Van Heest in te zetten ter promotie van haar single Huisfeestje, maar even later maakten Dekker en de Bankzitters bekend dat het nummer een samenwerking zou zijn. Van Heest postte eerst een video waarin Dekkers lied Sugardaddy te horen was, Dekker antwoordde hierop met een video met Van Heest, waarin ze samen in een auto te zien zijn en Dekker haar hoofd op de schouder van Van Heest legt. Deze video haalde binnen een dag 1,6 miljoen weergaven.

## Ontvangst
Het nummer werd binnen een dag maar liefst 931.640 keer gestreamd, wat bijna een Spotify-record was. Enkel Arcade van Duncan Laurence en Europapa van Joost Klein haalden in Nederland binnen een dag meer streams dan Huisfeestje.